# Oxycoryphe maculipennis
Oxycoryphe maculipennis är en stekelart som först beskrevs av Masi 1932.  Oxycoryphe maculipennis ingår i släktet Oxycoryphe och familjen bredlårsteklar. Inga underarter finns listade i Catalogue of Life.